# Peter Müller (hockey sur glace)
Pour les articles homonymes, voir Peter Müller.
Ne doit pas être confondu avec Peter Mueller, joueur américain de hockey sur glace, né en 1988.
Peter Müller (né le 22 février 1896 à Davos, date de décès inconnue) est un joueur professionnel suisse de hockey sur glace.

## Carrière
Peter Müller, médecin, fait toute sa carrière au Hockey Club Davos dont il est un fondateur en 1921, et le capitaine.
Le HC Davos est champion national en 1926, national et international en 1927, national et international en 1929, national et international en 1930. Le club participe à la Coupe Spengler 1923, en 1924, 1925 avec Peter Müller dans l'équipe.
Peter Müller participe dans l'équipe de Suisse aux Jeux olympiques de 1924 à Chamonix,. Il est présent également au championnat d'Europe 1925, où la Suisse remporte la médaille de bronze, et en 1926 où la Suisse remporte la médaille d'or,. Bien qu'il ne soit plus en club, il est aussi sélectionné pour les championnats du monde en 1933, 1934, et 1935.